# Лола проти
«Лола проти» — фільм 2012 року.

## Синопсис
Чарівна Лола працює письменником і дуже рада передвесільним клопотам, адже вона збирається зв'язати своє життя із перевіреним часом і коханим чоловіком. Однак виявилося, що навіть за роки близького знайомства можна не розкусити, здавалося б, таку рідну людину. Коли до цієї значущої події залишається вже зовсім небагато часу, наречений розриває заручини. Та після перших істерик Лола вирішує налагодити своє життя.

## У ролях
- Ґрета Ґервіґ — Лола
- Юель Кіннаман — Люк
- Зої Лістер-Джонс — Аліса
- Білл Пуллман — Ленні
- Дебра Вінгер — Робін
- Геміш Лінклатер — Генрі
- Ебон Мосс-Бакрак — Ніка
- Шейєн Джексон — Роджер
- Джей Фароа — Ренді
- Паріса Фіц-Генлі — Пеггі
- Марія Діззія — Сублетер